# Yani Pehlivanov
Yani Pehlivanov (tiếng Bulgaria: Яни Пехливанов; sinh 14 tháng 7 năm 1988) là một cầu thủ bóng đá Bulgaria thi đấu ở vị trí tiền vệ cho Etar Veliko Tarnovo.

## Sự nghiệp
Pehlivanov bắt đầu sự nghiệp ở Chernomorets Pomorie. Vào tháng 1 năm 2011 anh gia nhập Chernomorets Burgas. Anh ra mắt tại A PFG ra mắt ngày 5 tháng 5 trước Montana.
Ngày 16 tháng 6 năm 2017, Pehlivanov ký hợp đồng 1 năm cùng với Etar.

## Thống kê sự nghiệp
Tính đến 12 tháng 11 năm 2011
| Câu lạc bộ           | Mùa giải            | Giải vô địch | Giải vô địch | Cúp     | Cúp       | Châu Âu | Châu Âu   | Tổng    | Tổng      |
| Câu lạc bộ           | Mùa giải            | Số trận      | Bàn thắng    | Số trận | Bàn thắng | Số trận | Bàn thắng | Số trận | Bàn thắng |
| -------------------- | ------------------- | ------------ | ------------ | ------- | --------- | ------- | --------- | ------- | --------- |
| Chernomorets Pomorie | 2009–10             | 20           | 4            | 5       | 1         | —       | —         | 25      | 5         |
| Chernomorets Pomorie | 2010–11             | 10           | 0            | 1       | 0         | —       | —         | 11      | 0         |
| Chernomorets Pomorie | Tổng                | 30           | 4            | 6       | 1         | 0       | 0         | 36      | 5         |
| Chernomorets Burgas  | 2010–11             | 6            | 0            | 0       | 0         | —       | —         | 6       | 0         |
| Chernomorets Burgas  | 2011–12             | 6            | 0            | 0       | 0         | —       | —         | 6       | 0         |
| Chernomorets Burgas  | Tổng                | 12           | 0            | 0       | 0         | 0       | 0         | 12      | 0         |
| Tổng cộng sự nghiệp  | Tổng cộng sự nghiệp | 42           | 4            | 6       | 1         | 0       | 0         | 48      | 5         |